# Katharine Burdekin
Katharine Burdekin (Spondon, 23 de julho de 1896 – Suffolk, 10 de agosto de 1963) foi uma escritora britânica de ficção especulativa.
Sua ficção trabalhava temas como feminismo, fascismo, crítica social e temas espirituais e muitos de seus livros se enquadram em utopias ou distopias feministas. Katherine era a filha mais nova de Rowena Cade, criadora do Teatro Minack, na Cornualha.

## Biografia
Katharine nasceu em 1896, em Spondon, subúrbio da cidade de Derby, que na época mudou de vila para parte integrante da cidade após uma forte industrialização. Era a filha mais nova dos quatro filhos de Charles e Rowena Cade. Um de seus ancestrais foi o pintor Joseph Wright. A educação de Katherine foi com as governantas da residência da família e depois no Cheltenham Ladies' College, um internato.
Ávida leitora desde pequena e muito inteligente, Katherine queria estudar na Universidade Oxford, como seus irmãos, mas seus pais não permitiram. Ela se casou com o remador olímpico e advogado Beaufort Burdekin, em 1915, união que gerou duas filhas entre 1917 e 1920. A família mudou-se para a Austrália, onde Katherine começou a escrever. Seu primeiro livro, Anna Colquhoun, foi publicado em 1922. Seu casamento com Beaufort acabou no mesmo ano e ela voltou para a Grã-Bretanha, indo morar com a irmã, na Cornualha. Em 1926, ela conheceu uma mulher com quem teve um longo relacionamento.

## Carreira
Katherine escreveu vários de seus livros durante a década de 1920, mas é seu livro de 1929, The Rebel Passion, que ela considerava seu primeiro trabalho maduro. Tanto The Rebel Passion quanto seu outro livro The Burning Ring, eram fantasia a respeito de viagens no tempo. Nos anos 1930, ela escreveu treze livros, seis deles foram publicados. Katherine estudava muito para compor seus livros e os escrevia rapidamente.
Em 1934, Katherine começou a usar o pseudônimo masculino de Murray Constantine. Devido às suas ácidas críticas ao fascismo em seus livros, ela teria optado por usar um pseudônimo de maneira a proteger sua família de ataques e da repercussão das obras. A verdadeira identidade de Murray Constantine só foi revelada após sua morte. Uma resenha de seu livro Proud Man, no Manchester Guardian, de junho de 1934, sugeriu que o verdadeiro nome de Murray era Olaf Stapledon.
Em Proud Man (1934), um visitante intersexo do futuro retorna aos anos 1930 e critica os papéis de gênero. Publicado no mesmo ano, saiu The Devil, Poor Devil!, uma fantasia satírica sobre como o poder do Diabo nas sociedades modernas é destruído pelo racionalismo.
Seu livro mais conhecido é Swastika Night (1937), publicado sob o pseudônimo de Murray Constantine e republicado na Inglaterra e nos Estados Unidos apenas em 1985. Em Swastika Night a autora tece várias críticas à supremacia masculina dentro da ideologia fascista. As potências do Eixo venceram a Segunda Guerra Mundial e dominaram o mundo e 700 anos no futuro, o mundo é dividido entre o império nazista e o japonês, onde os judeus foram erradicados, os cristãos são marginalizados e Hitler é venerado como um deus. As mulheres foram reduzidas de seu status de ser humano para meros objetos, onde são mantidas em campos de concentração. A única função das mulheres neste mundo é dar à luz aos novos homens do sistema.

## Morte
Katherine morreu em Suffolk, 10 de agosto de 1963, aos 67 anos.

## Livros publicados
- 1922 Anna Colquhoun;
- 1924 The Reasonable Hope;
- 1927 The Burning Ring;
- 1929 The Children's Country;
- 1929 The Rebel Passion;
- 1930 Quiet Ways;
- 1934 The Devil, Poor Devil (como Murray Constantine);
- 1934 Proud Man (como Murray Constantine e depois republicado com seu verdadeiro nome em 1993);
- 1937 Swastika Night (como Murray Constantine e depois republicado com seu verdadeiro nome em 1985);
- 1940 Venus in Scorpio (Murray Constantine e Margaret Goldsmith);
- 1989 The End of This Day's Business.